# Piazza Ghiaia
Piazza Ghiaia è una piazza del centro storico di Parma, destinata dal XIII secolo a mercato cittadino.

## Storia

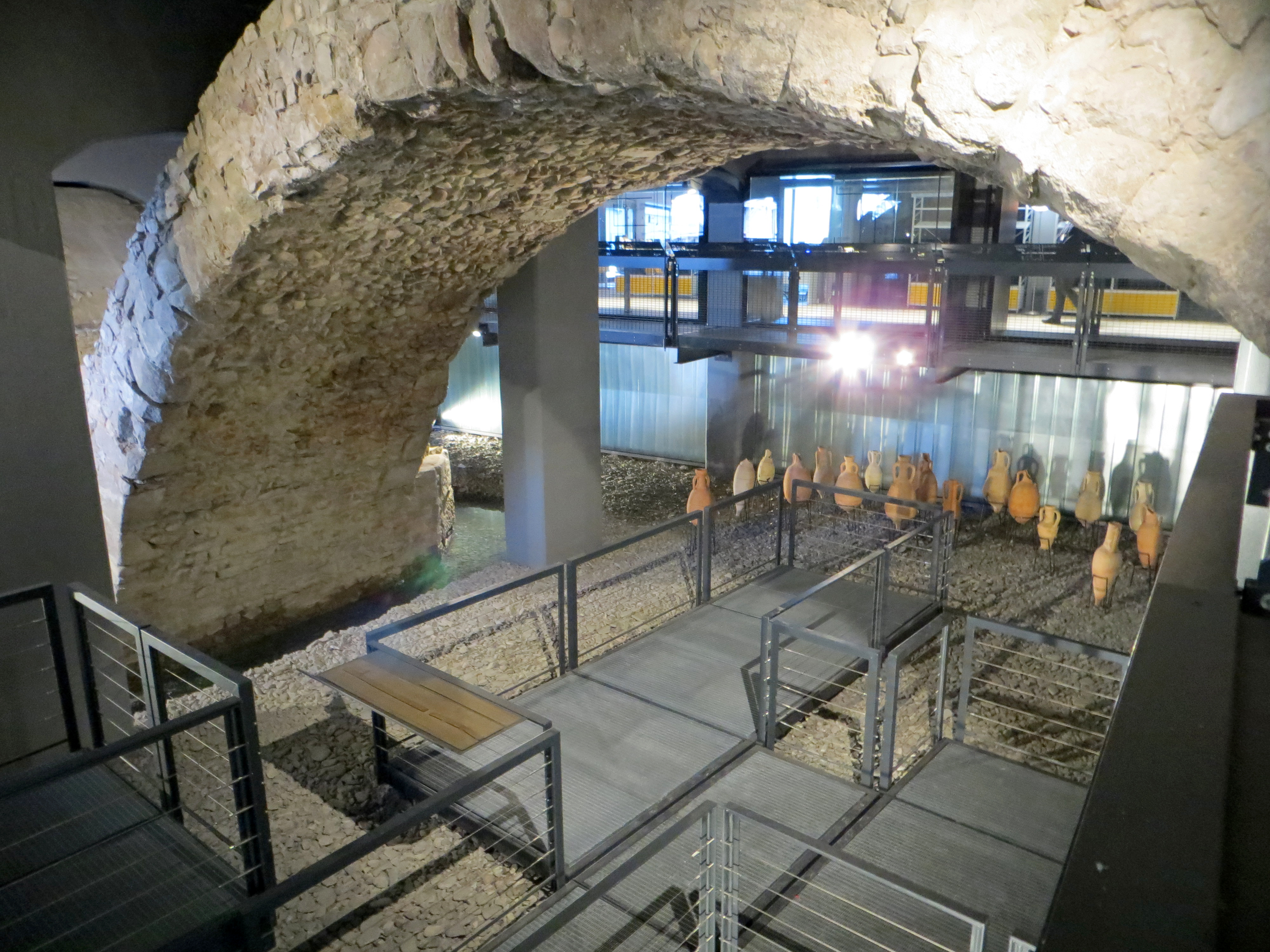
Resti del Pons Lapidis nel sottopasso di strada Mazzini

In origine al posto dell'odierna piazza scorreva il torrente Parma, che, in seguito allo straripamento del 1177, deviò verso ovest il suo letto, lasciando in secca l'antico ponte in pietra di origine romana e un'ampia zona ai lati di esso, ricoperta da una grande quantità di detriti e sassi. Si delinearono in quel momento due spazi, denominati rispettivamente Ghiaia Piccola (nella zona dell'odierno borgo Romagnosi) e Ghiaia Grande (nella zona dell'odierna piazza Ghiaia), per via della loro pavimentazione naturale.
Nei decenni successivi la città iniziò ad espandersi con la costruzione di nuovi edifici nelle due zone e in particolare attorno alla Ghiaia Grande, ove si svolse nel 1227 la prima fiera di sant'Ercolano. Da allora la Ghiaia fu destinata per secoli a mercato del bestiame.
Nel 1509 il duca Pier Luigi Farnese fece edificare nella piazza il macello pubblico, successivamente ampliato nel 1780.
Il mercato del bestiame rimase in Ghiaia fino al 1838, quando, per volere della duchessa Maria Luigia, fu costruito il nuovo Foro Boario nella zona dell'odierno piazzale Dalla Chiesa. Nello stesso tempo, al fine di migliorare le condizioni igieniche delle antiche botteghe sparse nella città e scongiurare la diffusione di epidemie, la Duchessa incaricò l'architetto di Corte Nicola Bettoli di realizzare in piazza Ghiaia le nuove Beccherie, basso edificio in stile neoclassico preceduto da un porticato con 50 colonne doriche, su cui si affacciavano 21 botteghe di macellai e una ghiacciaia; al primo piano si trovavano i magazzini. L'edificio fu poi donato al Comune di Parma da Maria Luigia.

Le Beccherie all'inizio del Novecento

Negli stessi anni si spostò nella piazza il mercato della frutta e della verdura, mentre nel 1851 si aggiunse il mercato settimanale cittadino; per facilitare l'accessibilità, nel 1856 il Comune incaricò l'architetto Luigi Bettoli di realizzare una scalinata in granito e biancone di Verona, collegando direttamente il ponte di Mezzo alla piazza.
Nel 1880 iniziò anche la macellazione della carne equina, mentre tre anni dopo arrivarono i pescivendoli, per i quali furono costruite al centro della piazza due lunghe tettoie metalliche.
Nel 1900, con la costruzione del nuovo macello all'esterno di Barriera Saffi, le Beccherie persero l'originaria funzione e furono destinate a negozi e abitazioni. Nel 1928, tuttavia, per la creazione del Lungoparma l'amministrazione comunale ne decretò l'abbattimento, nonostante feroci polemiche; sotto alla nuova strada fu ricavato il mercato coperto tuttora esistente.
Nell'aprile 1944 i bombardamenti alleati danneggiarono gravemente alcuni edifici affacciati sulla piazza.
La piazza continuò anche nel dopoguerra a ospitare il mercato. Nel 1961 furono costruiti i primi negozi fissi, realizzati all'interno di strutture metalliche prefabbricate, al centro della piazza.
In seguito, a causa del deterioramento delle strutture, il Comune decise di sostituirle con nuovi edifici; per questo nel 1988 fu redatto un primo progetto di riqualificazione, respinto tuttavia dalla soprintendenza. Nel 1995 fu redatto un secondo progetto e furono avviati i lavori, con la sostituzione dei vecchi prefabbricati con nuovi, inaugurati alla fine del 1996.

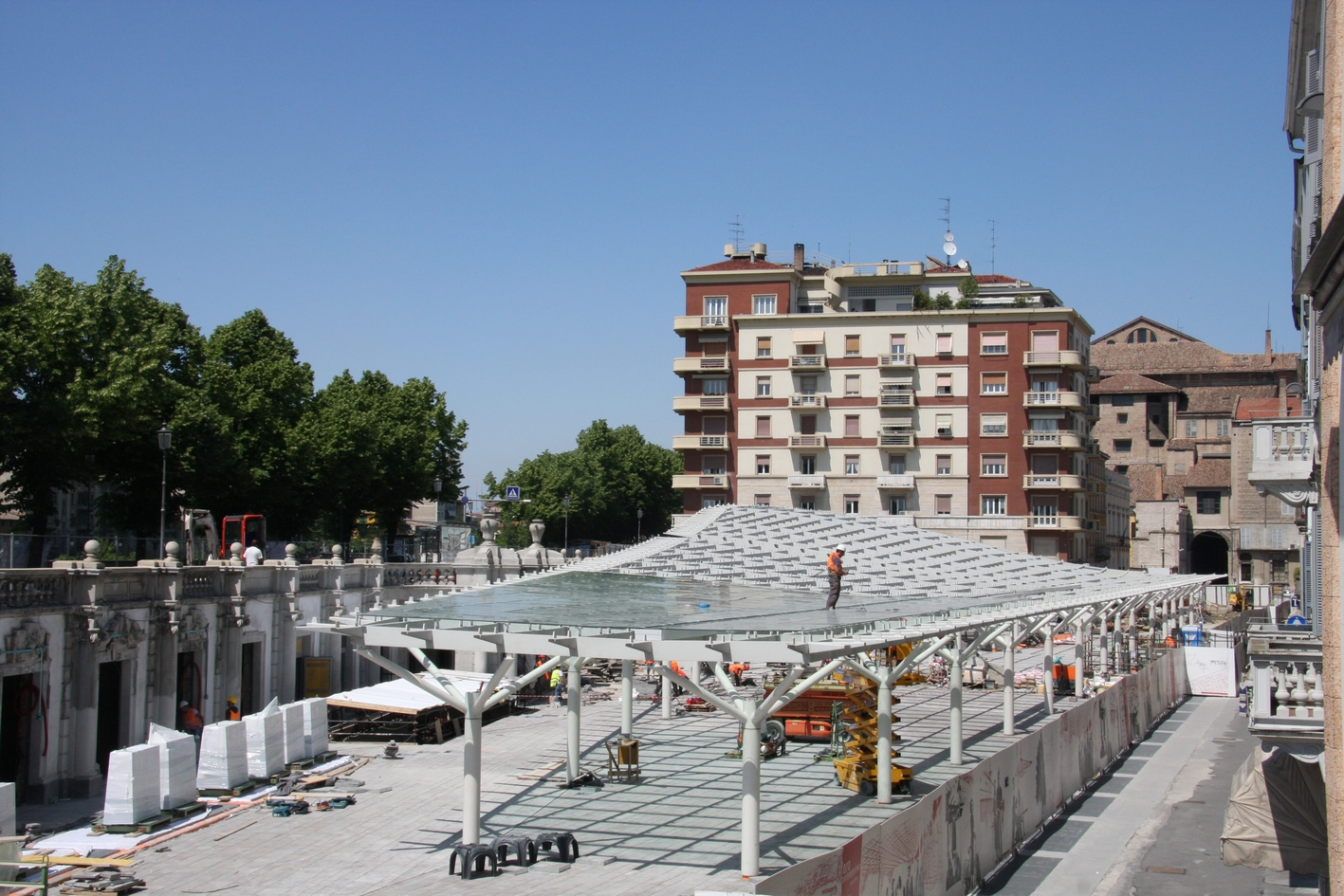
La piazza durante i lavori di riqualificazione del 2010

Tuttavia, anche queste strutture si rivelarono presto inadeguate, tanto da indurre nel 2004 l'amministrazione comunale ad affidare all'architetto Paolo Portoghesi un nuovo progetto di rifacimento radicale della piazza, approvato nel 2006 con varie modifiche. L'anno seguente furono avviati i lavori, con la demolizione di tutte le costruzioni al centro della piazza, ma furono presto bloccati, per poi ripartire solo nel 2008 in seguito a ulteriori modifiche al progetto.
Il cantiere fu concluso, con alcune polemiche, nel 2012; ne scaturì una piazza completamente rinnovata, ricoperta da una struttura in vetro, detta "vela", destinata al mercato bisettimanale. Al di sotto del piazzale furono scavati tre piani sotterranei: il primo livello destinato al mercato alimentare coperto e i livelli -2 e -3 occupati da garage privati.
Il mercato alimentare coperto fu tuttavia di breve durata: gli ultimi banchi chiusero nel 2013, dopo soltanto un anno e mezzo dalla loro apertura; nel 2015 l'area fu adibita a supermercato.

## Palazzo Medioli e il rifugio antibomba

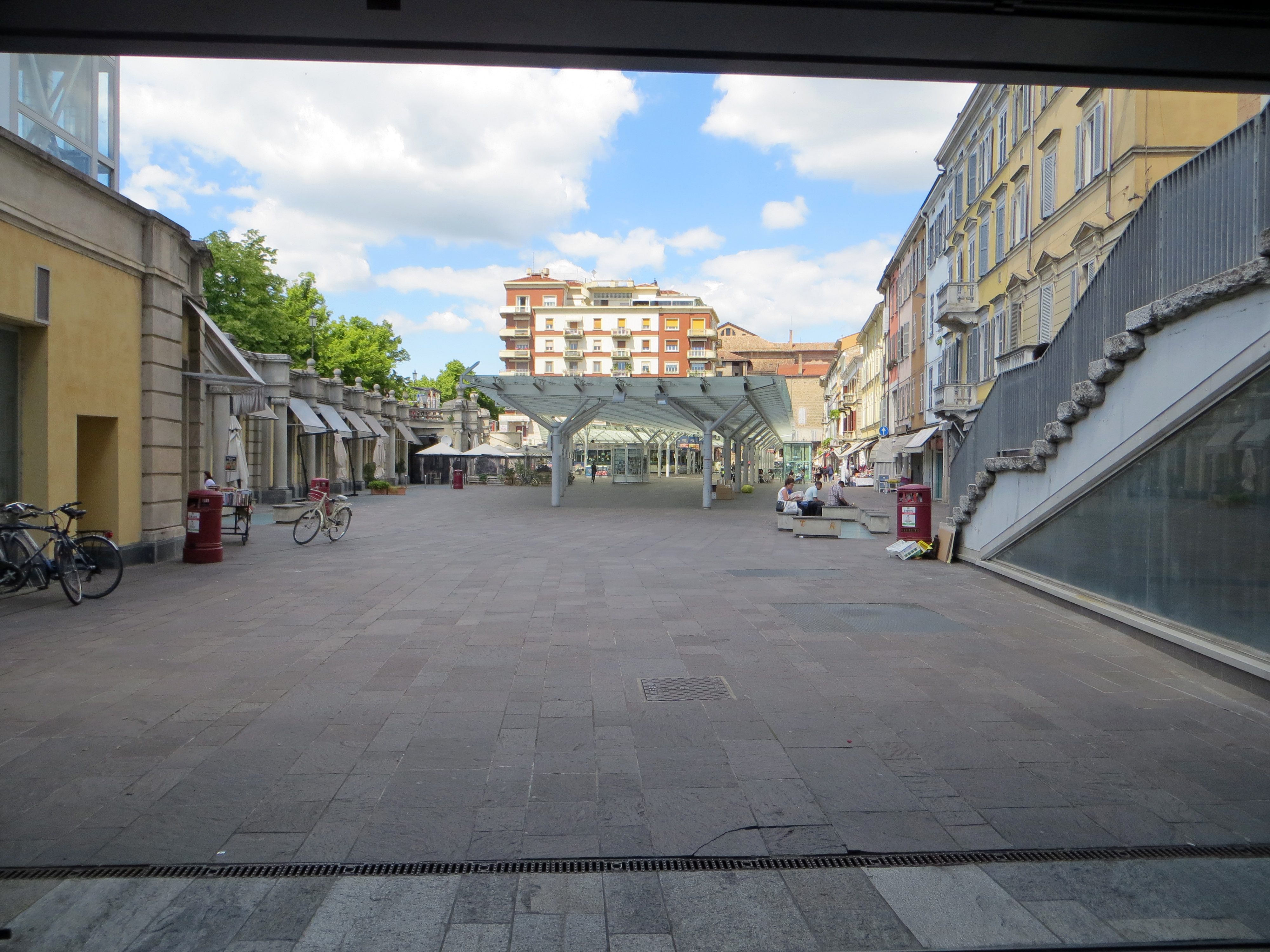
La piazza vista dal sottopasso di strada Mazzini, col palazzo Medioli sullo sfondo

La piazza è delimitata a nord dal grande Palazzo Medioli; costruito dalla famiglia Medioli negli anni trenta del XX secolo, l'edificio oggi ospita appartamenti e uffici.
Già durante la fase di progettazione dello stabile si pensò alla realizzazione di un rifugio sotterraneo per permettere agli abitanti del palazzo e a quelli delle zone circostanti di proteggersi in caso di bombardamento aereo. Tuttavia, durante i lavori di costruzione, i progettisti si resero conto dell'inadeguatezza della struttura, a causa della sua limitata capacità, e decisero di ampliarla; nel 1942, al termine dell'opera, il rifugio, situato a 8 m di profondità sotto viale Mariotti tra il palazzo e il torrente Parma, si estendeva per un'area di oltre 400 m², suddivisa in sette stanze intercomunicanti fra loro e collegate da un lungo corridoio laterale a est, terminante direttamente in Piazza Ghiaia. Disponeva di 7 sbocchi di aerazione (uno per stanza), tuttora visibili lungo l'argine destro del torrente Parma. Ogni sbocco era poi provvisto di un meccanismo di chiusura ermetica tramite manovelle utilizzabili in caso di bombardamenti con armi chimiche; disponeva inoltre di corredo per pronto soccorso, di attrezzature per lo sgombero di eventuali detriti davanti alle uscite, di panche per sedersi, di allarmi e di servizi igienici. L'impianto elettrico fu studiato al fine di garantire l'illuminazione artificiale nell'eventualità che l'alimentazione di rete venisse a mancare dall'esterno in caso di attacco: oltre al normale circuito a tensione di rete, venne installato un secondo circuito di emergenza a bassa tensione completamente isolato, alimentato da generatori e batterie in tampone. La struttura, come il palazzo, fu realizzata con l'utilizzo di materiali di qualità (nel cantiere erano presenti operai addetti esclusivamente alla supervisione delle materie prime) ad alta resistenza; l'architettura a volte dei soffitti e la presenza di un grande numero di contrafforti in ferro forgiato e cemento armato rendevano il rifugio particolarmente sicuro rispetto agli altri presenti in città.
La resistenza del rifugio fortunatamente non fu mai messa alla prova: durante l'aprile 1944 un'ala del Palazzo della Pilotta, il Palazzo Ducale, il Teatro Reinach e il monumento a Giuseppe Verdi, tutti collocati nelle vicinanze della piazza, oltre ad alcuni edifici affacciati sulla piazza stessa, furono colpiti dalle bombe e distrutti o pesantemente danneggiati; il palazzo e il rifugio furono sfiorati di pochi metri dagli ordigni, ma non subirono alcun danno.
Nel dopoguerra, i passaggi tra un vano e l'altro furono murati al fine di suddividere i locali in spazi indipendenti e l'intera struttura sotterranea fu riconvertita a magazzino e cantina. Restano tuttora visibili i segnali che ne indicano l'entrata, rappresentati da due grandi "Y" poste a fianco dell'ingresso della banca.